# Serafín Dengra
Serafín Dengra, född 25 december 1902, död 1966, är en argentinsk friidrottare. Han deltog vid olympiska sommarspelen 1928.